# إيغور سمولنيكوف
إيغور سمولنيكوف (بالروسية: Смольников, Игорь Александрович)‏ (Igor Aleksandrovich Smolnikov) (8 أغسطس 1988 في كامينسك-أورالسكي في روسيا – )؛ هو لاعب كرة قدم كان يلعب كمدافع. يلعب مع منتخب روسيا لكرة القدم منذ عام 2013.

## وصلات خارجية
- إيغور سمولنيكوف على موقع الاتحاد الدولي (مؤرشف)  (الإنجليزية)
- إيغور سمولنيكوف على موقع الاتحاد الأوربي (الإنجليزية)
- إيغور سمولنيكوف على موقع قاعدة بيانات كرة القدم.إي يو (الإنجليزية)
- إيغور سمولنيكوف على موقع ناشيونال فوتبول تيمز (الإنجليزية)
- إيغور سمولنيكوف على موقع Soccerway.com (الإنجليزية)
- إيغور سمولنيكوف على موقع عالم كرة القدم.نت (الإنجليزية)
- إيغور سمولنيكوف على موقع AS.com (الإسبانية)